# Ковалёв, Иосиф Нестерович
Ио́сиф Не́стерович Ковалёв (1893—1969) — советский военный деятель, генерал-лейтенант войск связи (02.01.1942).

## Биография
Родился 24 сентября 1893 года в деревне Вирковь Минской губернии, ныне Кличевского района Могилёвской области.
В 1914 году окончил курсы при Электротехническом институте, а в 1915 году — радиотелеграфный класс при офицерской электротехнической школе в Петрограде.
Участвовал в Первой мировой войне в чине старшего унтер-офицера. После Октябрьской революции, в апреле 1918 года вступил в ряды Красной армии — был радиотелеграфистом Петроградского укрепрайона. С мая 1918 года — помощником начальника радиостанции Управления инспектора радиотелеграфа Восточного фронта, с апреля 1919 года — начальником радиостанции этого же управления. С июля 1919 по июль 1921 года — начальником радиостанции 4-го отдельного радиодивизиона 4-й армии, 2-й Трудовой армии и Новоузенского отряда особого назначения. В дальнейшем служил в Приволжском военном округе, где в мае 1926 года стал командиром роты связи 57-й стрелковой дивизии.
В октябре 1927 года был направлен на курсы усовершенствования командного состава при Киевской школе связи, по окончании которых вернулся в свою дивизию, с сентября 1932 начальник связи 57-й стрелковой дивизии. В 1934–1935 годах являлся слушателем Академических курсов усовершенствования командного состава при Военной электротехнической академии, после чего продолжил службу в должности командира 7-го полка связи Приволжского военного округа. В мае 1938 года был назначен начальником войск связи Ленинградского военного округа и во время советско-финской войны являлся начальником службы связи 7-й армии. Комбриг с 29 ноября 1939, генерал-майор с 4 июня 1940 года.
С началом Великой Отечественной войны 24 июня 1941 года был назначен начальником связи Северного фронта, после разделения которого на два фронта — Карельский и Ленинградский, стал 27 августа начальником связи последнего, пройдя в этой должности всю войну. С 2 января 1942 – генерал-лейтенант войск связи.
После окончания войны, с 24 июля 1945 года, на основании приказа НКО СССР от 9 июля 1945 года, Ленинградский фронт был преобразован в Ленинградский военный округ, войска связи которого возглавлял до августа 1948 года. До сентября 1949 года являлся слушателем Высших академических курсов при Военной академии связи, по окончании которых был назначен начальником отдела связи Западно-Сибирского военного округа. В феврале 1951 года был переведен на должность начальника связи Прикарпатского военного округа. 31 августа 1953 года возглавил Высшие академические курсы при Военной академии связи.
27 февраля 1958 года был уволен в запас по болезни. Умер 13 октября 1969 года. Похоронен на Богословском кладбище в Санкт-Петербурге.

## Награды
- орден Ленина (21.02.1945)[4]
- шесть ордена Красного Знамени[5] (15.01.1940[6], 10.02.1943[7], 22.06.1944[8], 21.02.1944[9], 03.11.1944[4], 20.06.1949[4])
- орден Богдана Хмельницкого I степени (29.06.1945)[10]
- орден Суворова II степени (05.10.1944)[11]
- орден Кутузова II степени (19.05.1943)[12]
- два ордена Красной Звезды (16.08.1936[13], 28.10.1968[14])
- медали в том числе:
  - «XX лет Рабоче-Крестьянской Красной Армии» (1938)
  - «За оборону Ленинграда» (1943)
  - «За Победу над Германией в Великой Отечественной войне 1941—1945 гг.» (1945)